# Familiaris consortio

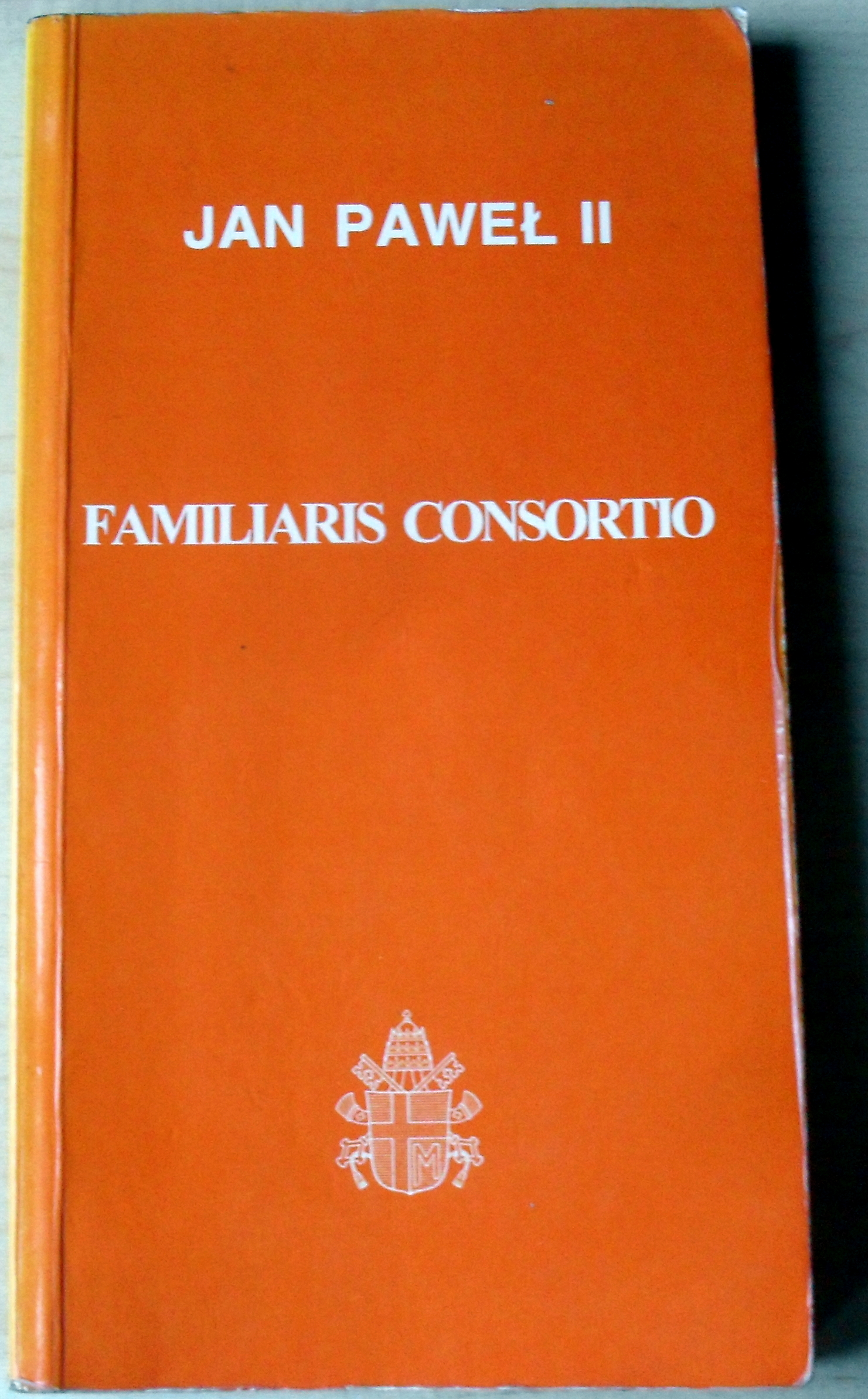
Обкладинка (польською)

Familiaris Consortio (укр. сімейна спільнота) — апостольський лист про роль християнської сім'ї в сучасному світі. Цей постсинодальний апостольський заклик написаний Папою Іваном Павлом ІІ та оприлюднений 22 листопада 1981 року для єпископів, священиків та віруючих цілої Церкви.

## Синод єпископів
У своєму вступі Іван Павло ІІ описує великий інтерес Церкви до сім'ї та окреслив важливість шлюбу як основи Церкви та держави, сім'ї та виховання в нашому суспільстві (FC 2). Папа Римський пов'язав синоди попередніх єпископів та мандат 2-го Ватиканського Собору і заявляє, що останній синод закінчився поняттями щодо «офіційного священства» та «справедливості у світі сьогодні», що має певний психічний зв'язок (FC 2)
|  | Наприкінці своїх обговорень отці синоду представили мені великий список пропозицій. Тут містяться результати їх роздумів у ті напружені дні. Вони одноголосно попросили мене висловити життєво важливе значення Церкви для сім'ї та дати відповідні вказівки для оновленої душпастирської праці в цій фундаментальній області людського та церковного життя. |

## Структура
Апостольський лист «Familiaris Consortio» розділений на 86 абзаців. Загалом декілька мовних версій (німецька, англійська, іспанська, французька, італійська, латинська, польська, португальська, китайська) сучасних мов не лише мають структуру, але й заголовки та підзаголовки, які були взяті з німецької версії. Латинський (оригінальний) текст не має таких заголовків.
Вступ
1. Сім'я сьогодні — світло і тінь
2. Шлюб та сім'я в Божому плані
3. Завдання християнської родини
I. Формування спільноти людей
II. Служба життя
ІІІ. Участь сім'ї в соціальному розвитку
IV Участь сім'ї в житті та місії Церкви
4. Сімейне пасторальне: часи, структури, активно задіяні, особливі ситуації
I. Сімейні пастирські часи
II. Сімейні пасторальні структури
ІІІ. Учасники пастирської допомоги в сім'ї
IV Сімейне пастирське піклування про складні ситуації: Завершення
Нижче згадуються видатні під-аспекти.

## Людству та родині
Ключовим повідомленням є: Майбутнє людства тісно пов'язане із сімейною любов'ю, Іван Павло II вважає, що сім'я є визначальною для долі людей. Сім'я також має надзвичайне значення для щастя, здібностей, існування та сенсу людини (FC 86), вона є і походженням, і фундаментом людства. «Тому що, — пише він, — людина не може і не буде жити без любові, якщо вона не зустрінеться з любов'ю і не відчує для себе іншу істоту» (FC 18).

## Про суспільство та сім'ю
Одним із основних завдань суспільства є повага та сприяння родині (FC 45), це передбачає визнання, повагу та зміцнення прав сім'ї (FC 46). Завдання, які сім'ї можуть виконувати без підтримки, повинні залишатися їх відповідальністю, але це «обов'язок державної влади підтримувати сім'ю і, якщо необхідно, підтримувати їх відповідними засобами» (FC 45).

## Для захисту шлюбу та сім'ї
З метою захисту шлюбу та сім'ї Папа Римський заявляє, що «шлюб як інститут не є ні неправильним втручанням суспільства чи влади, ні нав'язуванням форми ззовні, а необхідністю, притаманною шлюбному заповітові любові» (FC 11). Захист сім'ї, вважав він, є надзвичайно важливим завданням, що робить його важливим, оскільки «шлюб та сім'я мають незамінне значення для справжнього розвитку людського життя» (FC 42-48). Папа Римський передав захист шлюбу та сім'ї в руки органів державної влади та рекомендує «громадську думку не вводити в оману, щоби занижувати значення інституту шлюбу та сім'ї» (FC 81).

## Про гідність та права дітей
Для підтримки особистої гідності дитини громаді особливо важливо приділяти повну увагу дітям, правам дитини. «Це стосується кожної дитини, але вона набуває особливої актуальності, коли дитина ще маленька і безпомічна, хвора, страждає або має інвалідність» (FC 26).

## Від завдання до освіти
Важливим завданням у сім'ї є виховання дітей у свободі та відповідальності. Гарне виховання — одна з передумов прийняття на себе всіляких завдань у суспільстві. «У навчанні дітей також навчають цінностей привласнення, які є основними для кожного вільного, добропорядного та відповідального громадянина». (FC 43) Здається, що хороше виховання є впевненим, «коли дітей ведуть до діалогу, зустрічі, спілкування, законослухняності, солідарності та миру шляхом вивчення основних чеснот справедливості та любові з метою практикування» (FC 43).

### Право виховувати дітей
Проте право виховувати дітей створює обов'язок батьків відповідально ставитися до передачі людського життя. «Через унікальність стосунків між батьками та дітьми; як незамінні та невід'ємні, тому інші не можуть бути повністю передані та не захоплені іншими» (FC 36). З вихованням батьки також передають моральні цінності, які є основними для пізніше дорослого громадянина (FC 43). На цю тему зазначається, що батьки — не єдині вихователі своїх дітей (FC 40), скоріше освіту потрібно координувати у співпраці з громадськими та церковними організаціями.

## Про сімейну солідарність
Сім'ї повинні усвідомлювати, що вони поділяють відповідальність за можливі зміни в суспільстві, і тому вони повинні проявляти ініціативу в сімейній політиці. При перерозподілі фінансових ресурсів принцип солідарності повинен мати перевагу, а це означає, що підтримці сім'ї потрібно приділяти багато уваги (FC 44-45).

## Таїнство шлюбу— домашня церква
Папа Римський підкреслив, що засноване Таїнство Шлюбу на тому, що заручини є важливим вираженням для «любовної спільноти між Богом і людиною та є ключем до станцій великого завіту, який Бог уклав зі своїм народом у їх символіці» для розуміння (FC 12, 13). Сім'я, яка з'єднана Таїнственним зв'язком, свідчить, що вони пов'язані з Церквою, і що сім'я — це «домашня церква» або «мала церква». Ось чому її покликано «бути знаком єдності для світу і таким чином виконувати свою пророчу місію» (FC 48).

## Характер шлюбу та кохання
Характерними рисами подружжя є: цілісність, з якою подружжя віддають себе один одному у всьому, що складає людину фізично і духовно, нерозривність й вірність, родючість, до якої вони природно відкриті (FC 13, 19). Характер шлюбу в християнстві, ісламі та юдаїзмі (Авраамічні релігії) — це
|  | Подружній союз, заснований Творцем і наділений Його законами, завдяки якому чоловік і жінка за невідкличною особистою згодою утворюють взаємну спільність усього життя, за своєю природою призначається для добра супругів та народження і виховання дітей. Оригінальний текст (лат.) Matrimoniale foedus a Creatore conditum eiusque legibus instructum, quo vir et mulier irrevocabili cosensu personali totius vitae consortium inter se constituunt, indole sua naturali ad bonum coniugum ac ad filiorum generatoinem ed educationem ordinatur. |

### Ідентифікація любові
Апостольський лист бере до уваги різні види любові:
1. Агапе, карітас, милість, милосердя;
2. філіо, дружба;
3. сторге (родова спільність, сімейна повага);
4. ерос, кохання, пестощі, закоханість.

### Щодо контрацепції
«Що стосується» методів «відповідального розмноження, то статева стерилізація та аборти, зокрема, повинні бути відхилені як морально неприпустимі. Вживання контрацептивів у різних їх формах також слід відхилити (FC 32).»

### Розлучення і повторний шлюб
Папа Римський спочатку згадує, що введення розлучення в цивільне законодавство дало незв'язане тлумачення шлюбного пакту, що не дозволяє поважати Таїнство Вінчання (порушення юрисдикції). Має бути «належна повага як до Таїнства Шлюбу, так і до подружжя та їх сімей, а також до спільноти віруючих, що забороняє будь-якому душпастиреві, з будь-якої причини чи приводу, незалежно від душпастирського характеру, незалежно від церемонії для розлучень жінок, які хочуть знову одружитися» і зневажати святість шлюбу (FC 20).

## Статус жінки
У взаємозв'язку між сім'єю та роботою праця жінки в сім'ї заслуговує особливої уваги. Адже навіть робота медсестер, починаючи з материнської допомоги, є важливим видом діяльності саме тому, що вона присвячена і спрямована на якість життя. Це має бути визнане та удосконалене соціально (FC 23).

### Жінка у світі праці
Робота є основою для побудови сімейного життя, вона забезпечує життєдіяльність та забезпечує виховання дітей (FC 23). Актуальність реального «визнання прав жінок у світі праці особливо чітка в зарплаті, страхування та соціального забезпечення» (FC 24).

## Люди похилого віку
Турбота про людей похилого віку може бути свідченням того, що певні аспекти життя, такі як людські та культурні, моральні та соціальні цінності, не вимірюються за економічними чи функціональними критеріями. «Зрештою, справа не лише у тому, щоби щось робити для людей похилого віку, але в тому, щоби конкретно приймати цих людей як досвідчених працівників, як промоутерів проектів, у яких вони беруть участь, як у плануванні, так і на етапі діалогу, та беруть участь у впровадженні», реалізації задумів (FC 27).